# لورن مولر
لورن مولر (انگلیسی: Lorraine Moller؛ زادهٔ ۱ ژوئن ۱۹۵۵) ورزشکار دو و میدانی اهل نیوزیلند است.
وی در مسابقات کشوری و بین‌المللی در مجموع برندهٔ ۱ مدال نقره، ۳ مدال برنز شده‌است.